# Holbæk Slots Ladegård
Holbæk Slots Ladegård is een voormalig landgoed met een landhuis, enkele boerderijen en een park van 11 ha in Holbæk, een gemeente in het westen van het Deense eiland Seeland. 

## Geschiedenis
Het landgoed behoorde tot 1661 bij het Kasteel Holbæk. Tussen 1657-1660 werd dit kasteel door Karel X Gustaaf van Zweden tot tweemaal toe vernield. Hierna werd het landgoed in 1661 opgekocht door Henrik Thott. 
Het huidige landhuis werd in 1797 gebouwd en vijfennegentig jaar later werden er twee vleugels aangebouwd. In 1934 werd er een etage toegevoegd. Sinds 1963 is het hoofdgebouw in handen van de kunstacademie Holbæk.
Aan het eind van de negentiende eeuw werden langs de westkant van Ladegårdsallee zeven gelijk uitziende en geel gepleisterde gebouwen opgeleverd. Deze waren destijds deel van het landgoed. In 1962 kocht de gemeente Holbæk Ladegårdsskovene (Torbenlund, Knudskov en Haveskoven), bossen die deel waren van het 37 ha grondgebied van Holbæk Slots Ladegård.

## Eigenaren van Holbæk Slots Ladegaard
| - (1190-1199) Absalon - (1199-1205) Klooster van Sorø - (1205-1326) Kroondomein - (1326-1350) Knud Porse - (1350-1370) Enke Fru Porse - (1370-1380) Waldemar IV van Denemarken - (1380-1413) Jens Rud - (1413-1423) Goes van Hitzacker - (1423-1453) Verner Parsberg - (1453-1497) Jørgen Rud - (1497-1506) Henrik Krummedige - (1506-1549) Markvard Tidemand - (1549-1563) Knud Alfsen - (1563-1608) Christopher Pax von Festenberg - (1608-1614) Anders Dresselbjerg | - (1614-1615) Jørgen Daa - (1615-1617) Ejler Urne - (1617-1627) Alexander Rabe von Papenheim - (1627-1642) Mogens Pax von Festenberg - (1642-1661) Forskellige Ejere - (1661-1667) Henrik Thott - (1667-1676) Bertel Bartholin - (1676-1684) Mourids Henriksen Podebusk - (1684-1691) Frederik Vittinghof - (1691-1706) Schack Brockdorff - (1706-1731) Gregers Juel - (1731-1752) Peder Juel - (1752) Hans Seidelin - (1752-1772) Hans Diderich de Brinck-Seidelin | - (1772-1809) Hans de Brinck-Seidelin - (1809-1812) Hans Peter Kofoed - (1812-1839) Marie Kofoed - (1839-1866) F. Rottbøll - (1866-1877) Herman Frederik Løvenskiold - (1877-1882) J. Sønnichsen - (1882-1912) G. Ree - (1912-1913) Johannes Lawaetz - (1913-1914) M. Alstrup - (1914-1939) Paul Dahl - (1939-1944) Else Wørishøffer (weduwe van Paul Dahl) - (1944-1955) P. B. Kastberg - (1955-1963) Torben Dahl-Kastberg - (1963-) Kunsthøjskolen i Holbæk |

## Nieuwbouw, herbouw en restauratie
| - (voor 1250) Stenen huizen op de vestingwal - (ca. 1600) Een nieuw gebouw opgeleverd - (ca. 1615) Een nieuw gebouw opgeleverd | - (1617) Grote korenschuur herbouwd - (1634) Nieuwe stallen en paardenstallen - (1798) Boerenhoeve verplaatst en het hoofdgebouw opgeleverd | - (ca. 1850) Gebouw voor het fokken opgeleverd - (1892) Hoofdgebouw van 2 naar 3 etages verhoogd. - (1934) Hoofdgebouw gerestaureerd en verhoogd door Thorvald Jørgensen |